# Youcef Meziane
Youcef Meziane (en arabe : يوسف مزيان) est un footballeur international algérien né le 16 septembre 1962 à Alger. Il évoluait au poste de défenseur central.

## Biographie

### En clubs
Il évoluait en première division algérienne avec son club formateur, le CR Belouizdad, le NA Hussein Dey, le MC Alger et enfin de l'USM Bel Abbès.

### En équipe nationale
Youcef Meziane reçoit deux sélections en équipe d'Algérie. Son premier match a lieu le 31 décembre 1989 contre le Sénégal (nul 0-0).
Son dernier match a lieu le 12 janvier 1990 contre le Mali (victoire 5-0).

## Palmarès
USM Bel Abbès
- Coupe d'Algérie (1) :
  - Vainqueur : 1990-91.